# Feint
Feint è un singolo del gruppo musicale olandese Epica, pubblicato l'8 gennaio 2004 come secondo estratto dal primo album in studio The Phantom Agony.

## Tracce
1. Feint – 4:18
2. Feint (Previously Unreleased Piano Version) – 4:53
3. Triumph of Defeat (Previously Unreleased Instrumental Track) – 3:56
4. Seif al Din (The Embrace That Smothers - Part VI) – 5:47

## Formazione
Gruppo
- Simone Simons – mezzosoprano
- Mark Jansen – chitarra, grunt e scream, arrangiamenti orchestrali
- Ad Sluijter – chitarra
- Coen Janssen – sintetizzatore, pianoforte, arrangiamenti orchestrali e del coro
- Yves Huts – basso
- Jeroen Simons – batteria, percussioni

Altri musicisti
- Robert Hunecke-Rizzo – arrangiamenti orchestrali
- Epica Orchestra
  - Thomas Glöckner – violino
  - Andreas Pfaff – violino
  - Tobias Rempre – violino
  - Marie-Thereis Stumpf – viola
  - David Schelage – viola
  - Jorn Kellermann – violoncello
  - Cordula Rohde – violoncello
  - Andrè Neygenfind – contrabbasso
- Epica Choir
  - Melvin Edmondsen – basso
  - Previn Moore – tenore
  - Bridget Fogle – contralto
  - Cinzia Rizzo – contralto
  - Annie Goebel – soprano
  - Amanda Somerville – soprano

Produzione
- Sascha Paeth – produzione, registrazione, ingegneria del suono, missaggio
- Olaf Reitmeier – registrazione, ingegneria del suono, registrazione ed editing aggiuntivi
- Annie Gerbel – registrazione ed editing aggiuntivi
- Hans van Vuuren – produzione esecutiva
- Peter van 't Riet – mastering